# Астрофотографія

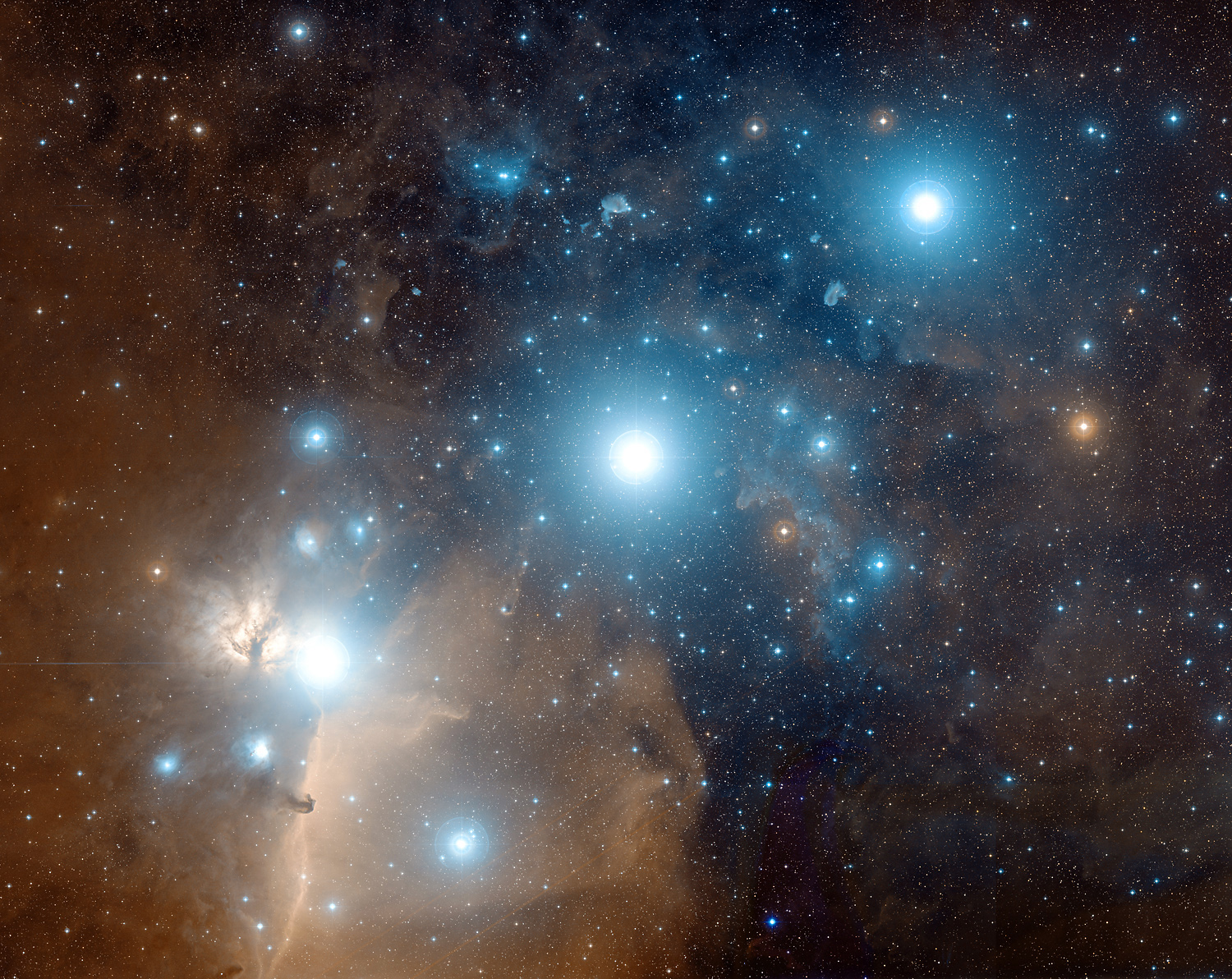
Зображення Поясу Оріона, складене із оцифрованих чорно-білих фотопластин, записаних крізь червоний та синій астрономічні фільтри, із комп'ютерно-синтезованим зеленим каналом. Зображення були записані на ці фотопластини із використанням телескопу Самуеля Ошина (Samuel Oschin Telescope) між 1987 та 1991 роками.

Астрофотографія — це спеціалізована галузь фотографії, яка пов'язана із фотографуванням небесних тіл та великих ділянок нічного неба. Перший знімок небесного тіла (Місяця) — був виконаний у 1840 році; але справді високої деталізації зоряних фотографій вдалося досягти лише наприкінці XIX століття, завдяки значному прогресу технології. Окрім здатності фіксувати на знімках деталі найближчих астрономічних об'єктів (таких як Місяць, Сонце та планети), астрофотографія дає змогу робити знімки і непомітних для людського ока небесних тіл, таких як тьмяні зорі, туманності, та галактики. Такі фотографії робляться шляхом довготривалого експонування, адже плівкові та цифрові фотокамери здатні вбирати та накопичувати фотони світла протягом ось таких тривалих періодів часу. Астрофотографія стала революційним проривом для професійних досліджень у галузі астрономії завдяки тривалим експозиціям, які фіксували сотні тисяч нових зірок та туманностей, невидимих для людського ока. Це привело до створення все більш вузькоспеціалізованих, та все масивніших оптичних телескопів, які по суті були гігантськими «камерами», призначеними для накопичення світлової інформації, яка потім записувалася на плівку у вигляді зображення. Пряма астрофотографія на початковому етапі свого існування застосовувалась для спостережень за нічним небом та для класифікації зірок, але з ходом часу вона дала поштовх до створення набагато витонченіших видів обладнання та методів, які розроблялися для спеціалізованих напрямків наукових досліджень. До того ж плівка (а пізніше — астрономічні ПЗЗ-камери) з часом стала всього лиш «одним із багатьох» типів світлочутливих сенсорів.
Астрофотографія є великою субдисципліною любительської астрономії, у якій вона використовується радше для створення естетично привабливих зображень, аніж для наукових досліджень. Проте їй доступний увесь асортимент обладнання та методів, які тільки можуть використовуватися в діяльності такого типу.

## Загальний огляд

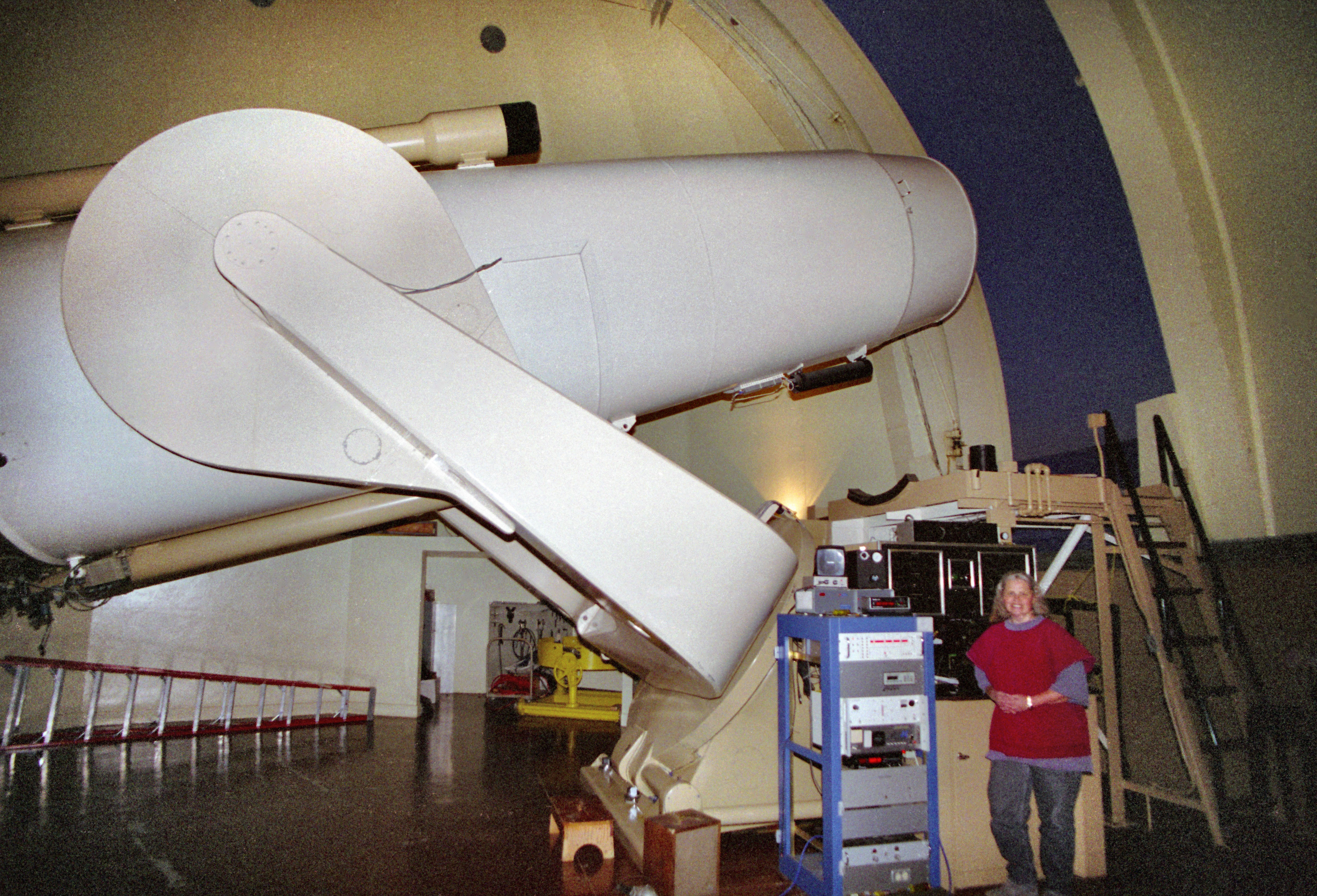
Велика 48"-камера «Oschin Schmidt Camera» у Паломарській обсерваторії

В більшості випадків у техніці астрономічної фотографії використовується довготривале експонування, оскільки плівкові та цифрові фотокамери здатні вбирати та накопичувати фотони світла протягом тривалого періоду часу. Обсяг світла, яке потрапляє на плівку або сенсор — збільшується разом із збільшенням діаметра основної оптичної системи (об'єктива), яка використовується. Освітлення міст стає причиною світлового забруднення, тому устаткування, та й самі обсерваторії, що займаються астрофотографією, встановлюються у віддалених місцевостях, що дозволяє робити тривалі експозиції без небезпеки проникнення на плівку, чи світлочутливі сенсори, розсіяного світла із джерел штучного освітлення.
Оскільки Земля постійно обертається, телескопи та інше устаткування повинні обертатися у протилежному напрямку, аби рухатись слідом за наявним обертанням небесної сфери відносно Землі. Цього досягають, використовуючи або екваторіальне, або контрольоване комп'ютером азимутальне монтування телескопа, для того щоб зробити розміщення небесних об'єктів зафіксованим в межах кадру, незважаючи на обертання Землі. Всі типи систем монтування телескопів піддаються вимушеним помилкам під час стеження та навігації, внаслідок недосконалих приводів двигуна, а також механічного зношення телескопа. Похибки стеження можна виправляти шляхом дотримування вибраної цільової точки, зазвичай яскравої зірки-дороговказу, яка утримується в центрі кадру протягом всього часу експонування. Іноді об'єкт який треба сфотографувати, рухається (як у випадку з кометами), тому телескоп налаштовують так, щоб він постійно залишався сфокусованим на цьому об'єкті. Таке наведення виконується із допомогою додаткового телескопа на єдиному (з основним) монтуванні. Такий телескоп називають «прицільним», або «навідним». Це пристрій із призмою, або оптичним розділювачем променя, який дозволяє спостерігачеві бачити те ж зображення, яке обробляється і основним телескопом. Раніше наведення виконувалося вручну під час експонування, коли спостерігач стояв біля телескопа, або перебував всередині нього та вносив корекції в його рух, утримуючи приціл оптики на зірці-дороговказі. Але разом з появою комп'ютерно-керованих систем, цю роботу стали виконувати автоматизовані системи — як у професійному, так і в аматорському устаткуванні.
Астрофотографія є одним із найбільш ранніх видів наукової фотографії, і майже від самої своєї появи, вона була розподілена на субдисципліни, кожна з яких має специфічну мету і завдання. До них належать астрокартографія, астрометрія, класифікація зірок, фотометрія, спектроскопія, поляриметрія, а також відкриття таких астрономічних об'єктів як астероїди, метеори, комети, змінні та нові зорі, і навіть нові, невідомі досі планети. Для всього цього необхідне спеціалізоване обладнання, наприклад, телескопи — сконструйовані для високої деталізації фотознімків, для широкого поля зору (як телескоп Шмідта), або для роботи із специфічною довжиною хвиль світла. В Астрономічних ПЗЗ-камерах може використовуватись кріогенне охолодження для послаблення теплового шуму, та щоб дати сенсору можливість записувати зображення і в інших спектрах, як у інфрачервоній астрономії. Для виконання знімків при специфічній довжині світлових хвиль також використовуються спеціальні фільтри.

## Історія

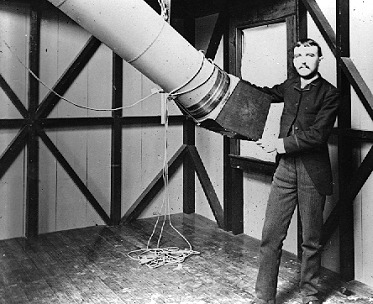
Генрі Дрейпер із телескопом-рефрактором, налаштованим для фотографування (знімок зроблений, імовірно, у 1860-х, або на початку 1870-х).

Розвиток астрофотографії як наукового інструменту, був започаткований в середині XIX століття астрономами-аматорами, або так званими «джентльменами науки» (хоча, як і в інших галузях науки, цими «джентльменами» не обов'язково були чоловіки («men»)). Для фотографування відносно тьмяних астрономічних об'єктів необхідні були довготривалі експозиції. А для досягнення цього існувало безліч технічних перешкод, таких як: потреба зробити телескопи достатньо стійкими, щоб вони не зміщувалися та не втрачали фокусу в процесі експонування знімка; потреба в створенні двигунів із годинниковим механізмом, щоб обертати основу телескопа зі сталою швидкістю; потреба у створенні механізмів для точного наведення та відстеження телескопом певного об'єкта протягом тривалих проміжків часу. Ранні методи фотографії теж мали свої обмеження. Праця з дагеротипом була надто повільною для виконання знімків будь-чого, окрім найяскравіших об'єктів: метод вологих колодієвих пластин вимагав витримок не довших, аніж час висихання пластин.
Перша спроба зробити астрознімок належить Луї Даґеру (Louis Jacques Mandé Daguerre) — винахідникові процесу дагеротипії (носить його ім'я), хто спробував зробити фотографію Місяця у 1839 році. Похибки стеження при націлюванні телескопа під час тривалої витримки призводили до відображення розмитої, нечіткої плями на фото. Джонові Вільяму Дрейперу — професорові хімії у Нью-Йоркському університеті, фізикові та науковому експериментатору — вдалося виконати перший успішний знімок Місяця через рік після невдалої спроби Даґера — 23 березня 1840 року. Дагеротипне зображення супутника Землі стало результатом 20-хвилинного експонування у 5-дюймовому (13 см) рефлекторі.
Вважається, що Сонце вперше було сфотографоване у 1845 році двома французькими фізиками — Леоном Фуко та Іпполітом Фізо. Невдалу спробу сфотографувати повне затемнення Сонця зробив італійський фізик Gian Alessandro Majocchi під час сонячного затемнення, яке відбувалося у його рідному місті — Мілані, 8 липня 1842 року. Пізніше він написав звіт про цю спробу та отримані дагеротипні знімки, у якому він зазначив:

| «…протягом декількох хвилин до та після цілковитого затемнення, йодована пластина в камері всотувала світло тонкого серпика сонячного диску, в результаті чого були отримані виразні зображення; але інша пластина, відкрита для світла корони Сонця протягом двох хвилин повного затемнення — не зреагувала на це світло ніяким чином. Світіння сонячної корони, яке всотувалося об'єктивом протягом двох хвилин в період повного затемнення, не справило аніякісінького фотографічного впливу на лист паперу, оброблений бромідом срібла.» Оригінальний текст (англ.) «…a few minutes before and after totality an iodized plate was exposed in a camera to the light of the thin crescent, and a distinct image was obtained; but another plate exposed to the light of the corona for two minutes during totality did not show the slightest trace of photographic action. No photographic alteration was caused by the light of the corona condensed by a lens for two minutes, during totality, on a sheet of paper prepared with bromide of silver.» |

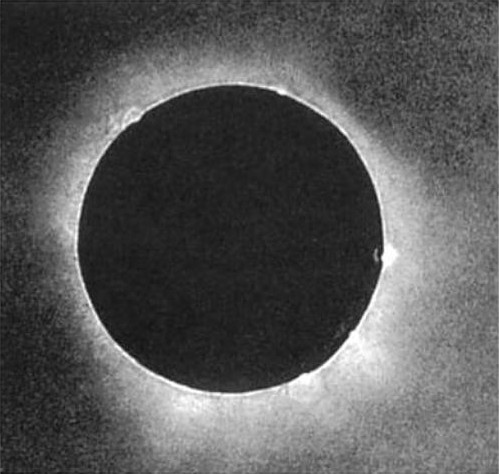
Перший знімок сонячного затемнення, виконаний 28 липня 1851 року дагеротипістом на прізвище Берковскі (Berkowski).

Перший успішний знімок корони Сонця був виконаний протягом сонячного затемнення 28 липня 1851 року. Керівник Кенігсбургської Обсерваторії, доктор Август Людвіг Буш, дав вказівку місцевому калінінградському дагеротипісту на прізвище Берковскі (ім'я невідоме), зробити фотознімок сонячного затемнення. Сам Буш не був присутнім у Кенігсбургу (зараз Калінінград, Росія), а вирішив вести спостереження над затемненням із сусіднього Ріксгофта. Телескоп, який використав Берковскі, був приєднаний до 6 ½-дюймового Кенігсбургського геліометра, і мав апертуру шириною всього 2.4 дюйми (6.1 см), та довжину 32 дюйми (81.2 см). Ставши до роботи як тільки наступило повне затемнення, Берковскі насвітлював дагеротипну пластинку протягом 84 секунд за допомогою телескопа, і результатом стало очікуване зображення сонячної корони. Він почав опромінювати ще одну пластинку, але після 40-45 секунд експонування, сонячне світло спалахнуло з-за диску Місяця, і пластина була зіпсована. Докладніші фотодослідження Сонця робилися британським астрономом Ворреном Де ла Рю починаючи із 1861.
Першим фотознімком зорі став дагеротип зірки Веґа, виконаний астрономом Вільямом Бондом спільно з фотографом-дагеротипістом, експериментатором Джоном Віплом, 16-17 липня 1850 року, із використанням 15-дюймового (38.1 см) Великого рефрактора Гарвардської обсерваторії. У 1863 році англійський хімік Вільям Аллен Міллер та англійський астроном-аматор сер Вільям Гаґґінс застосували метод вологої колодієвої пластини для отримання першої у світі фотографічної спектрограми зірки, а саме — Сіріуса та Капелли. У 1872 році Американський фізик Генрі Дрейпер, син Джона Вільяма Дрейпера, записав першу спектрограму зірки (Веґа) для демонстрації спектральних ліній.

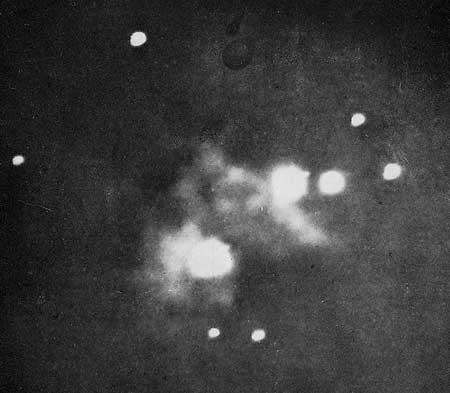
Перша у світі фотографія туманності Оріона, зроблена Генрі Дрейпером у 1880.

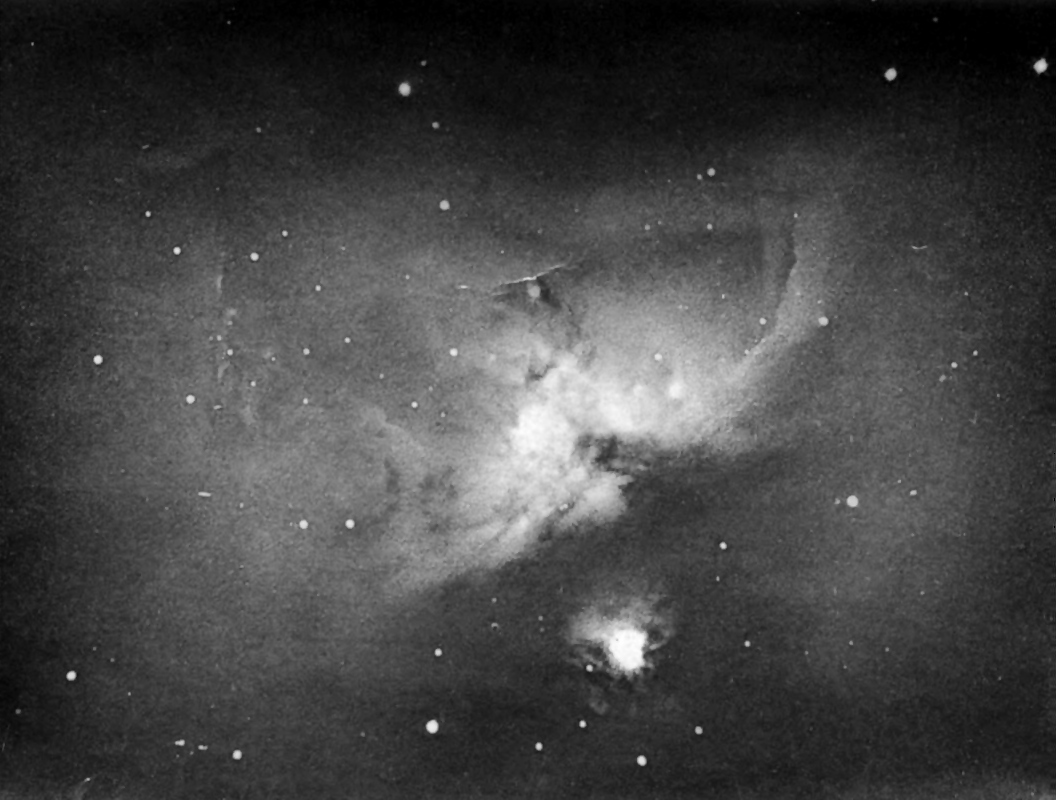
Одне із зображень тієї ж туманності, виконаних Ендрю Ейнслі Коммоном у 1883 році; перша демонстрація здатності тривалих витримок фіксувати на фотознімках нові зірки та туманності, невидимі для неозброєного ока.

Астрофотографія не змогла стати серйозним методом дослідження — аж до кінця XIX століття та появи технології сухих фотопластин. Ця технологія була вперше застосована сером Вільямом Гаґґінсом та його дружиною Марґарет Ліндсі Гаґґінс у 1876, у їхній праці над записом спектрів астрономічних об'єктів. У 1880 Генрі Дрейпер використав сухі фотопластини в роботі із налаштованим на фотозйомку 11-дюймовим (28 см) рефрактором, виготовленим Алваном Кларком; як результат — появився на світ перший фотознімок галактичної туманності — туманності Оріона. Прорив у астрофотографії стався 1883 року, коли астроном-любитель Ендрю Ейнслі Коммон застосував технологію сухих фотопластин для запису декількох знімків тієї ж туманності із майже 60-хвилинними витримками, при цьому використавши власноруч зібраний телескоп-рефлектор, встановлений на задньому подвір'ї його будинку в Ілінгу, за межами Лондону. На цих знімках вперше були зафіксовані зорі, досі невидимі для людських очей.
У 1887 світ побачив Астрографічний каталог та «Карту неба» (Carte du Ciel), перший фотопроєкт у галузі астрометрії, який охоплював всю небесну сферу. Участь в цьому проєкті взяли 20 обсерваторій. Всі вони використовували спеціальні фотографічні телескопи із особливим дизайном під назвою звичайні астрографи, кожен з яких мав 13-дюймову (33 см) апертуру та фокальну відстань — 11 футів (3.4 м). Ці телескопи були розроблені так, щоб створювати на фотопластинах знімки однакового масштабу у 60 секунд/мм, в той час як покривалося 2° × 2° поля зору. Метою проєкту було точне мапування небесної сфери аж до 14-ї зоряної величини, але проєкт так і залишився незавершеним.
Початок XX століття було ознаменовано повсюдним спорудженням рефракторів та складних великих рефлекторних телескопів, розроблених спеціально для фотозйомки. Ближче до середини століття, гігантські телескопи, такі як 200-дюймовий (5 м) телескоп Гейла та 48-дюймовий (1.2 м) телескоп Самуеля Ошина у Паломарській обсерваторії випробовували грані можливостей плівкової фотографії.
Певний прогрес відбувся в галузі виробництва фотоемульсій та в методах формувально-газової гіперсенситизації, кріогенного охолодження, та підсилення вхідного опромінювання світлом. Але починаючи з 1970-х, після винаходу ПЗЗ (CCD), фотопластини в професійних обсерваторіях були замінені їх електронними відповідниками — світлочутливими сенсорами. Властивості ПЗЗ-матриць: мають значно підвищену світлочутливість; на відміну від плівки («ефект Шварцшильда») — не втрачають своєї базової чутливості навіть при тривалих витримках; мають здатність записувати зображення в набагато ширшому спектральному діапазоні, а також полегшувати зберігання інформації. Телескопи сьогодні використовують багато різних типів конструкції ПЗЗ-матриць, включаючи лінійні та великі мозаїчні шикування ПЗЗ-елементів. Вони еквівалентні 100 мільйонам пікселів, і були створені для того, аби покрити фокальну площину телескопів, у яких раніше використовувалися 10-14-дюймові (25.4-35.6 см) фотопластини.
В кінці XX століття галузь астрофотографії знову прогресувала, цього разу — у формі появи нового устаткування — розпочалося будівництво гігантських багатодзеркальних та сегментовано-дзеркальних телескопів. З'явилися теж космічні, орбітальні телескопи, такі як телескоп Габбл. Працюючи за межами впливу атмосфери, розсіяного світла звідусіль та будь-яких примх погоди — космічний телескоп Габбл (із діаметром дзеркала у 2.4 м) здатен робити знімки зірок навіть до 30-ї зоряної величини, деякі з цих зірок — у 100 разів тьмяніші за ті, які міг сфотографувати 5-метровий паломарський телескоп Хейла у 1949 році.

## Аматорська астрофотографія

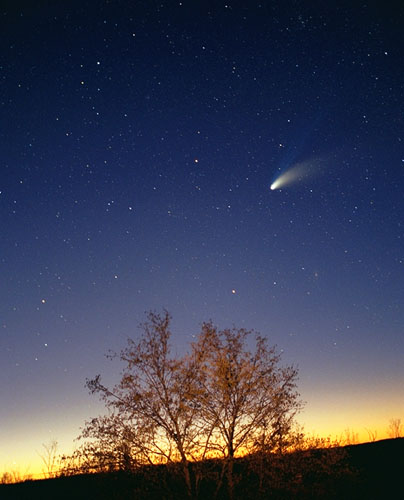
Двохвилинна експозиція комети Гейла — Боппа. Дерево на зображенні освітлювалося за допомогою маленького ліхтарика.

Астрофотографія — це популярне хобі серед багатьох фотографів та астрономів-любителів. Знімки нічного неба можуть бути отримані навіть найпростішими плівковими та цифровими фотокамерами. Для виконання знімків простих «зоряних слідів», не треба мати будь-яке додаткове обладнання окрім звичайного штатива. Існує широкий комерційний асортимент обладнання, пристосованого як до любительської, так і до професійної астрофотозйомки. Астрономи-аматори та кустарні виробники телескопів — іноді використовують і саморобне устаткування та різноманітні модифіковані пристрої.

### Носії
Зображення записуються на різних носіях та фотографічних пристроях, включаючи однооб'єктивні дзеркальні камери, 35-міліметрові плівкові, цифрові однооб'єктивні камери, прості аматорські та професійні астрономічні ПЗЗ-камери комерційного виробництва, відеокамери, та навіть новітні вебкамери, пристосовані до фотозйомки із тривалою витримкою.
Звична позабіржова фотоплівка довгий час використовувалася для астрофотографії. Діапазон тривалості плівкової експозиції простягається від 10 хвилин до години, а то й вище. Доля комерційно доступного запасу кольорової плівки узалежнена від проблеми ефекту Шварцшильда. Цей ефект проявляється при тривалих витримках, протягом яких світлочутливість матеріалу до світлових хвиль різної довжини — спадає разом зі збільшенням часу витримки, що призводить до зміщення кольорів на знімку. Це можна компенсувати, використавши ті ж методи, які використовуються у професійній астрономії, коли робляться знімки при різній довжині світлових хвиль, які потім об'єднуються для створення зображення із коректним кольоровим забарвленням. В той же час, завдяки тому, що плівка спрацьовує значно повільніше ніж цифрові сенсори, незначні похибки у стеженні (наведенні) можуть підкориговуватись без помітного впливу на кінцеве зображення. Плівкова астрофотографія стає менш популярною, відповідно до загального поширення дешевих цифрових камер та зменшення поставок задовільних емульсій для фотоплівки. До того ж, такий матеріал потребує додаткових процесуальних витрат (плівка, обробка, роздрук або сканування).
Починаючи з кінця 1990-х, аматори орієнтувалися на професійні обсерваторії у переході із плівкових — на цифрові ПЗЗ для астрономічної фотографічної діяльності. ПЗЗ-матриці — набагато чутливіші аніж плівка, і це дає фотографові можливість значно скоротити звичний час витримки. В конструкції ПЗЗ-матриць наявна технологія лінійного реагування на світло. Є можливість робити багато коротких експозицій для того, щоб зробити одну штучну тривалу експозицію. Цифрові камери також мають мінімум (або взагалі не мають) рухомих частин, а також — в них є можливість віддаленого керування за допомогою інфрачервоної дистанційки або комп'ютерного з'єднання, що значно зменшує тремтіння камери. Простіші цифрові пристрої, такі як вебкамери, можуть бути змодифіковані таким чином, щоб користувач отримав доступ до фокальної площини і навіть (після обрізання декількох проводів) до можливості робити знімки із тривалою витримкою. Цифрові відеокамери теж використовуються. Існує багато методів та видів комерційно виготовленого обладнання для прикріплення цифрових однооб'єктивних дзеркалок і навіть звичайних «мильниць» до телескопів. Цифрові камери споживацького рівня страждають від цифрового шуму при тривалих витримках, тому розроблено багато методів охолодження камери, до яких входить кріогенне охолодження. Компанії-виробники астрономічного обладнання сьогодні пропонують широкий асортимент астрономічних ПЗЗ-камер, сконструйованих для спеціальних цілей і повністю забезпечених необхідними деталями та опрограмуванням.

#### Пост-обробка

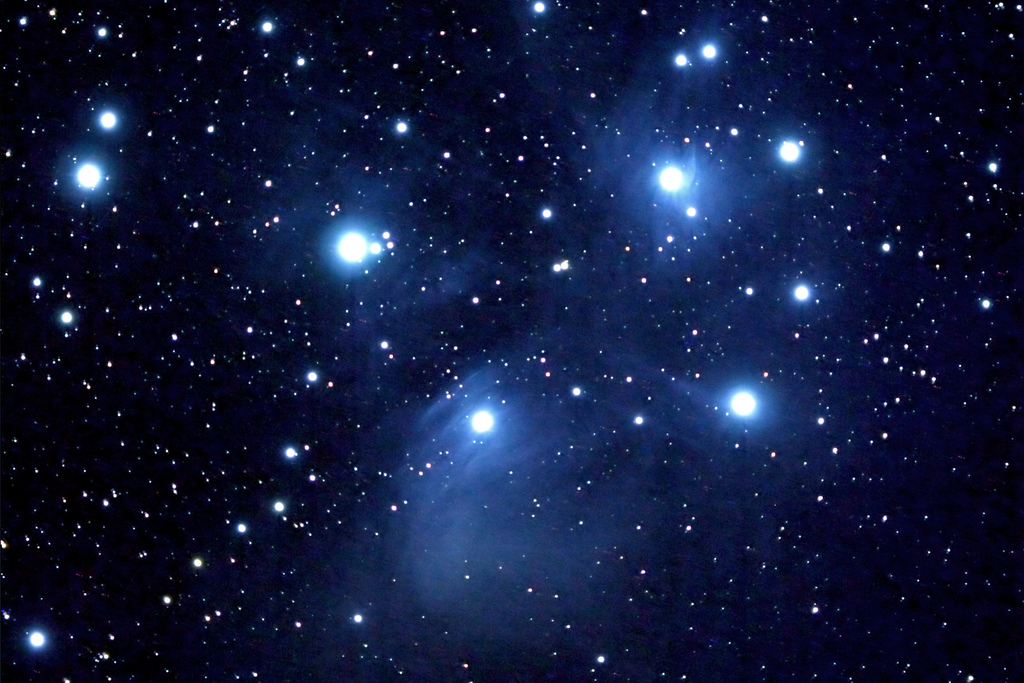
Зоряне скупчення Стожари, сфотографоване 6-мегапіксельною цифровою дзеркалкою, приєднаною до 80-мм-рефрактора із наспинним кріпленням до більшого телескопа. Знімок скомпонований із сімох 180-секундних експозицій, об'єднаних та опрацьованих у Фотошопі, з використанням плагіну редукції шуму.

Як цифрові знімки, так і фото, одержані із просканованої плівки, зазвичай підкориговуються у графічних редакторах для покращення зображення в певний спосіб. За допомогою таких комп'ютерних програм у знімках можна збільшити яскравість, підправити кольори чи збільшити контраст. Витонченіші методи застосовують виконання великої кількості (інколи тисяч) знімків для їх подальшого компонування в процесі накладання, щоб збільшити різкість кінцевого зображення, що дозволить перебороти слабкої атмосферної видимості та проблеми, пов'язані із відстежуванням об'єкта (англ. tracking), виявленням тьмяних об'єктів із слабким співвідношенням сигнал/шум, та фільтруванням світлового забруднення. Знімки з цифрових камер можуть потребувати додаткової обробки для пониження рівня цифрового шуму у зображеннях із тривалою витримкою, в тому числі видобування «темнового кадру», а також обробки під назвою «стекінг» (англ. stacking — стикування, накладання), або «shift-and-add». Існує декілька комерційних та вільних пакунків ПЗ, розроблених в першу чергу для праці з продуктами астрономічної фотографії.

### Апаратні засоби
Існують широкі варіації апаратного забезпечення в астрофотографії серед астрономів-любителів. Тому що й самі фотографи різняться: від звичайних — таких, що роблять в певному розумінні естетично привабливі фотознімки, — до цілком серйозних астрономів-любителів, які займаються збиранням даних для наукових досліджень. Астрофотографія як хобі — має безліч труднощів, які мусять бути подолані, на відміну від звичайної фотографії та від того, з чим зазвичай стикаються у професійній астрономії. Оскільки більшість людей проживає в великих та малих містах, обладнання мусить бути портативним, щоб його можна було перенести в місце, віддалене від міст та їх освітлення, аби уникнути можливого світлового забруднення. Міські астрофотографи застосовують спеціальні оптичні фільтри світлового забруднення, або вузькосмугові фільтри, та передові методи комп'ютерної обробки для усування розсіяного міського світіння із заднього плану їхніх фотознімків. Іноді вони просто обирають собі за об'єкт фотографування такі яскраві цілі, як місяць та планети. Ще один спосіб, який використовується астрономами-любителями для уникнення світлового забруднення — це встановлення, або оренда дистанційно керованого телескопа у віддаленій від міських територій місцевості. Додаткові труднощі — це встановлення та налаштування портативного телескопа для точного стеження, праця з урахуванням обмежень серійного обладнання, витривалість обладнання для моніторингу, а іноді також — ручне відстежування астрономічних об'єктів, і це все — в широкому спектрі погодних умов.
Деякі виробники камер модифікували свої продукти для використання у астрофотографії. Наприклад, Canon EOS 60Da, створений на основі Canon EOS 60D, із модифікованим інфрачервоним фільтром і матрицею з низькою схильністю до цифрового шуму та підвищеною H-alpha-чутливістю для покращеної зйомки туманностей із червоним водневим випромінюванням.
При дуже низькій світлопропускній спроможності, декілька специфічних моделей вебкамер отримали високу популярність серед астрономів та астрофотографів, які використовують їх для фотографування нічного неба. В своїй більшості це — камери з ручним фокусом та старими ПЗЗ-панелями, використаними замість порівняно нових КМОН-панелей. Лінзи з цих камер усуваються, а самі камери приєднуються до телескопів для запису зображень, відео, чи навіть обидвох. Серед найновіших методів — для виготовлення знімків дуже невиразних об'єктів — записуються короткі, кількасекундні відео, а тоді — всі кадри з відео накладаються один на одного для утворення єдиного фотознімку із значним контрастом. Philips PCVC 740K, SPC 900 — це вебкамери, найбільш уподобані астрофотографами.

#### Способи встановлення обладнання
Знерухомлення, або штатив

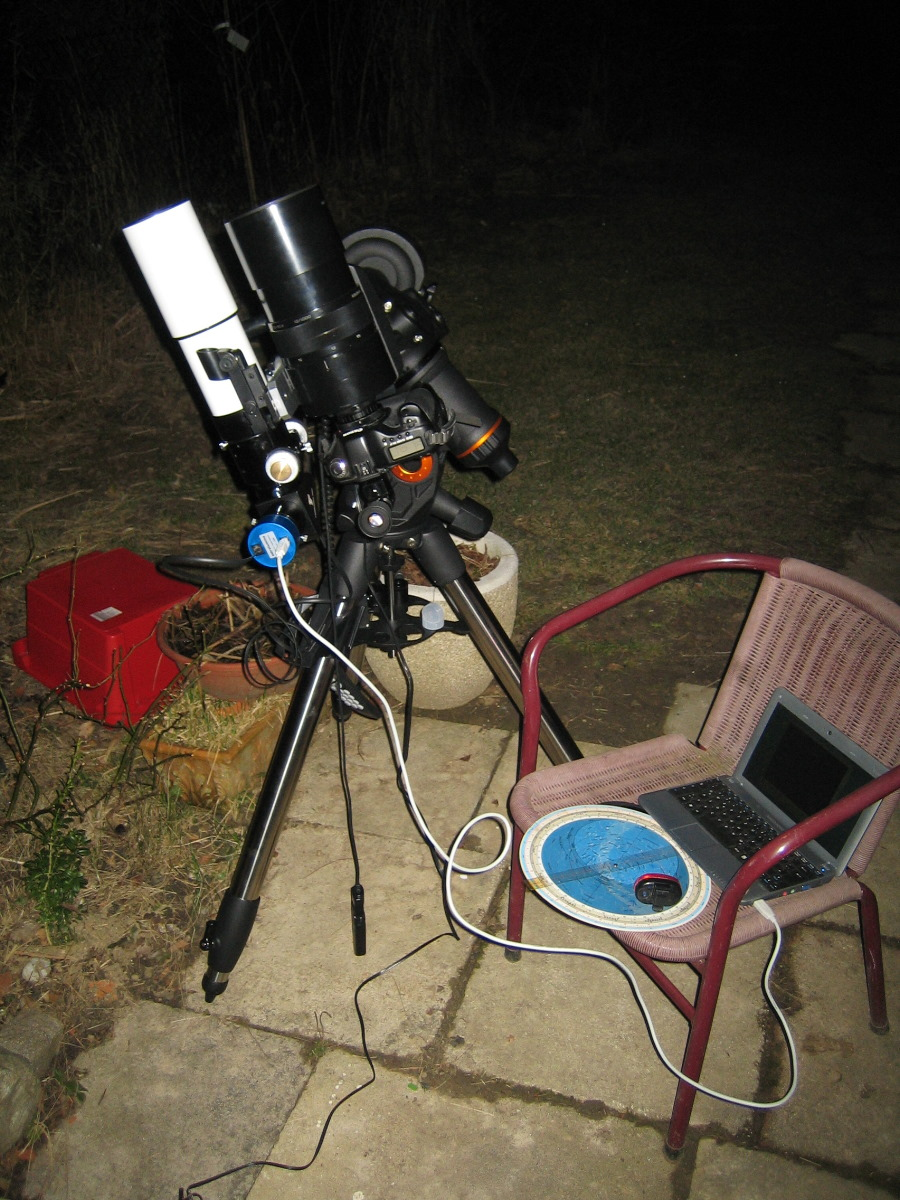
Аматорська астрофотографічна установка із автоматизованою системою стеження, із підключенням до ноутбука.

Найпростіші види астрознімків виконуються звичайними фотокамерами із фотографічними об'єктивами — або нерухомо зафіксованими, або закріпленими на штативі. Об'єкти переднього плану або пейзажі інколи теж входять у знімок. Об'єктами фотозйомки стають сузір'я, незвичні розміщення планет, метеори та яскраві комети. Витримка повинна бути порівняно короткою (не довше хвилини), аби уникнути розмиття зображення зірок внаслідок руху Землі. Зазвичай обирається коротка фокусна відстань об'єктива, оскільки при використанні об'єктива із довшою фокальною відстанню, розмиття рухом зірок стане помітним за лічені секунди. Інколи використовується мистецька техніка, при якій фотограф навмисне робить довготривалі витримки (по кілька хвилин, а то й годин), тим самим дозволяючи зіркам робити на знімках розмиття рухом, яке має вигляд подовжених світлових ліній. Цей метод носить назву «Зоряний слід», або «зоряні стежки» (англ. star trails).
Відстежувальні монтування
Аби досягти триваліших витримок без ефекту розмиття об'єктів, зазвичай застосовується певний тип відстежувального монтування, яке дозволяє компенсувати похибки, спричинені рухом Землі (щось на кшталт зовнішньої стабілізації зображення). До таких належать екваторіальні монтування, а також саморобні екваторіальні пристрої, такі як «шарнірний відстежувач» (barn door tracker) та екваторіальна платформа.
«Piggyback» — метод наспинного кріплення
Фотозйомка методом наспинного кріплення «piggyback» — це метод, при якому фотокамера кріпиться зверху («на спину») до астрономічного телескопа із екваторіальним монтуванням. Телескоп у цьому випадку використовується як навідний механізм для камери, щоб утримувати поле зору фіксованим в межах кадру протягом всього часу експонування. Це дає можливість використовувати триваліші витримки в камерах та/або об'єктиви із більшою фокусною відстанню, чи навіть сполучити камеру із якимсь видом фотографічного телескопу, який розміщений паралельно до основного.
Телескоп як об'єктив
У цьому методі фотографії — сам телескоп використовується як об'єктив камери, для спрямовування світла на плівку чи ПЗЗ-матрицю камери. Хоче це й дозволяє використовувати збільшувальні та світло-накопичувальні властивості телескопа, ця техніка є однією з найскладніших, які використовуються у астрофотографії. Це спричинено: складностями фокусування та центрування іноді дуже нечітких об'єктів при вузькому полі зору; боротьбою із тремтінням зображення та похибками відстеження внаслідок оптичного збільшення; додатковими витратами на устаткування (таке як достатньо міцні телескопні монтування, кріплення камер, зчіпки для камер, позаосьові навідні пристрої, навідні телескопи, прицільна сітка із підсвічуванням, чи пристрої автоматичного відстежування, прикріплені до основного або навідного телескопу). Існує декілька різних способів кріплення камер (із змінними лінзами) до астрономічних телескопів. До них належать:
- Первинний фокус — У цьому методі — зображення, отримане телескопом, потрапляє безпосередньо на плівку або ПЗЗ без перешкод у вигляді будь-якої іншої оптики, чи навіть окуляру об'єктива.
- Збиральна (позитивна) проєкція — Метод, при якому окуляр телескопу (окулярна проєкція), або збиральна (позитивна) лінза (розміщується після фокальної площини об'єктиву телескопа) використовується для проєктування набагато додатково збільшеного зображення безпосередньо на плівку або матрицю. Оскільки зображення збільшується із вузьким полем зору, цей метод зазвичай використовується для фотографування місяця та планет.
- Розсіювальна (негативна) проєкція — Цей спосіб, як і метод позитивної проєкції, створює додатково збільшене зображення. Розсіювальна (негативна) лінза, зазвичай лінза Барлоу або фотографічний телеконвертер, розміщується в світловому конусі перед фокальною площиною об'єктиву телескопа.
- Компресія для компресії застосовується збиральна лінза (її інколи називають «зменшувачем фокусної відстані», англ. focal reducer), яку розміщують перед фокальною площиною оптичної системи телескопа, в конусі променів світла, для того, аби послабити загальне оптичне збільшення зображення. Цей метод застосовується у роботі з телескопами із дуже великими фокусними відстанями, такими як телескопи Максутова та Телескоп Шмідта — Кассегрена, для отримання ширшого поля зору.

Якщо об'єктив не від'єднують від камери (або не можуть від'єднати), загальноприйнятим є використання методу афокальної фотографії, яку ще іноді називають «афокальною проєкцією». В цьому методі — об'єктив камери і окуляр телескопу кріпляться один до одного. Коли і об'єктив і окуляр сфокусовані в безкінечність — шлях променів світла між ними — паралельний, афокальний, що дозволяє камері знімати будь-що, що зможе побачити спостерігач. Цей спосіб добре спрацьовує для виконання знімків місяця та яскравих планет, так само як і знімків зірок та туманностей — при вузькому полі зору. Афокальна фотографія була поширена на початку XX століття, із розповсюдженням камер споживацького рівня, оскільки більшість моделей мали незнімні об'єктиви. Популярність методу значно зросла із появою компактних цифрових «мильниць», оскільки більшість таких моделей теж мали вбудовані об'єктиви.

#### Телескопи з дистанційним управлінням у астрофотографії
Разом із розвитком швидкісного інтернету наприкінці XX століття, поряд із досягненнями в технології комп'ютерно-контрольованих телескопних монтувань та ПЗЗ-камер, астрономія з використанням «дистанційних телескопів» стала для астрономів-любителів, які не мають доступу до великих телескопічних комплексів, цілком життєздатною можливістю взяти співучасть у дослідженнях та фотографуванні глибокого космосу. Ця техніка дозволяє фотографові брати під свій контроль телескоп, який знаходиться на величезній віддалі, у темній місцевості. Спостерігачі можуть робити знімки зображень, отримуваних телескопом, за допомогою ПЗЗ-камери, прикріпленої до нього. Фотознімки можна робити незалежно від розміщення користувачів, чи телескопів, якими вони бажають скористатись. Цифрові дані, які збираються телескопом, передаються через інтернет і виводяться на екран користувача. Прикладом комплексу, який надає послуги віддаленого доступу до телескопа для публічного користування через інтернет, є Барекетська обсерваторія

### Приклади використання різних методів у астрофотографії (галерея)

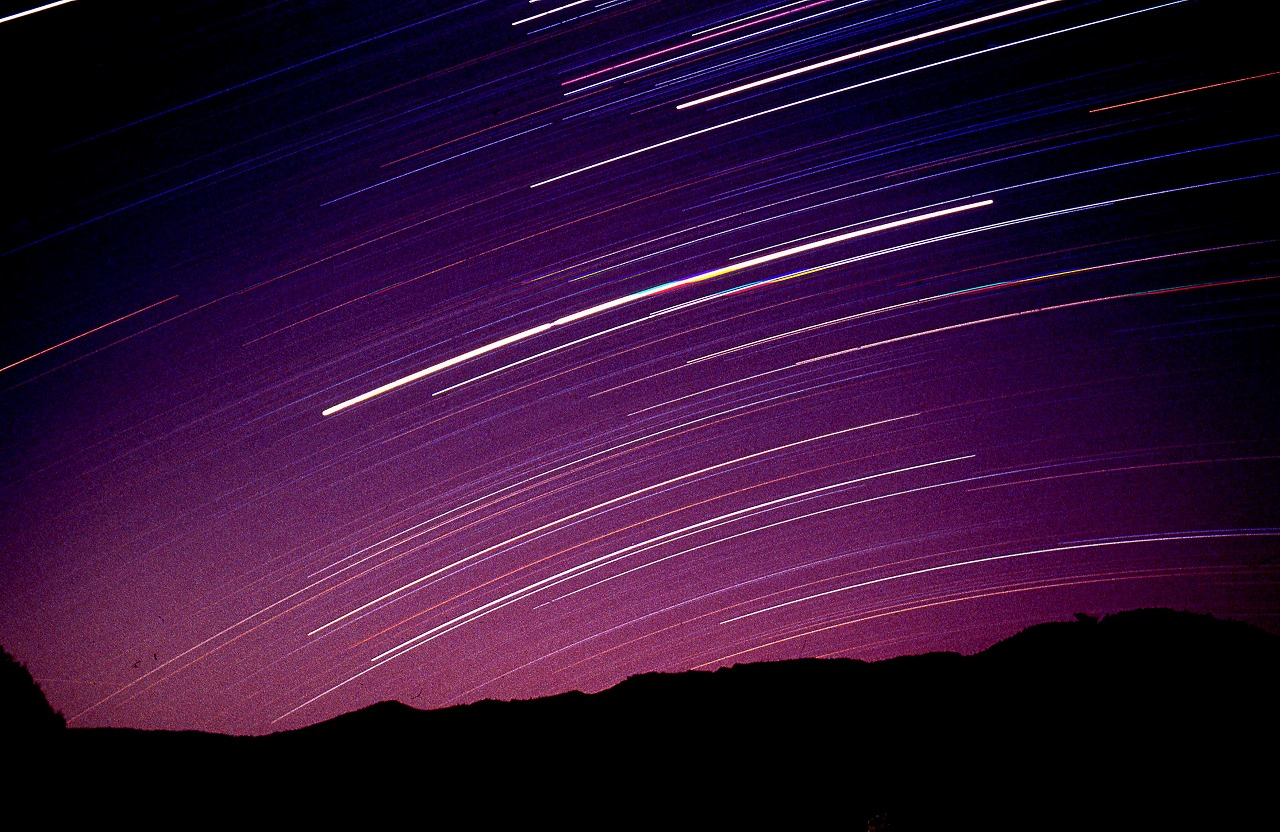
Зоряний слід, виконаний з використанням встановленої на штатив фотокамери.
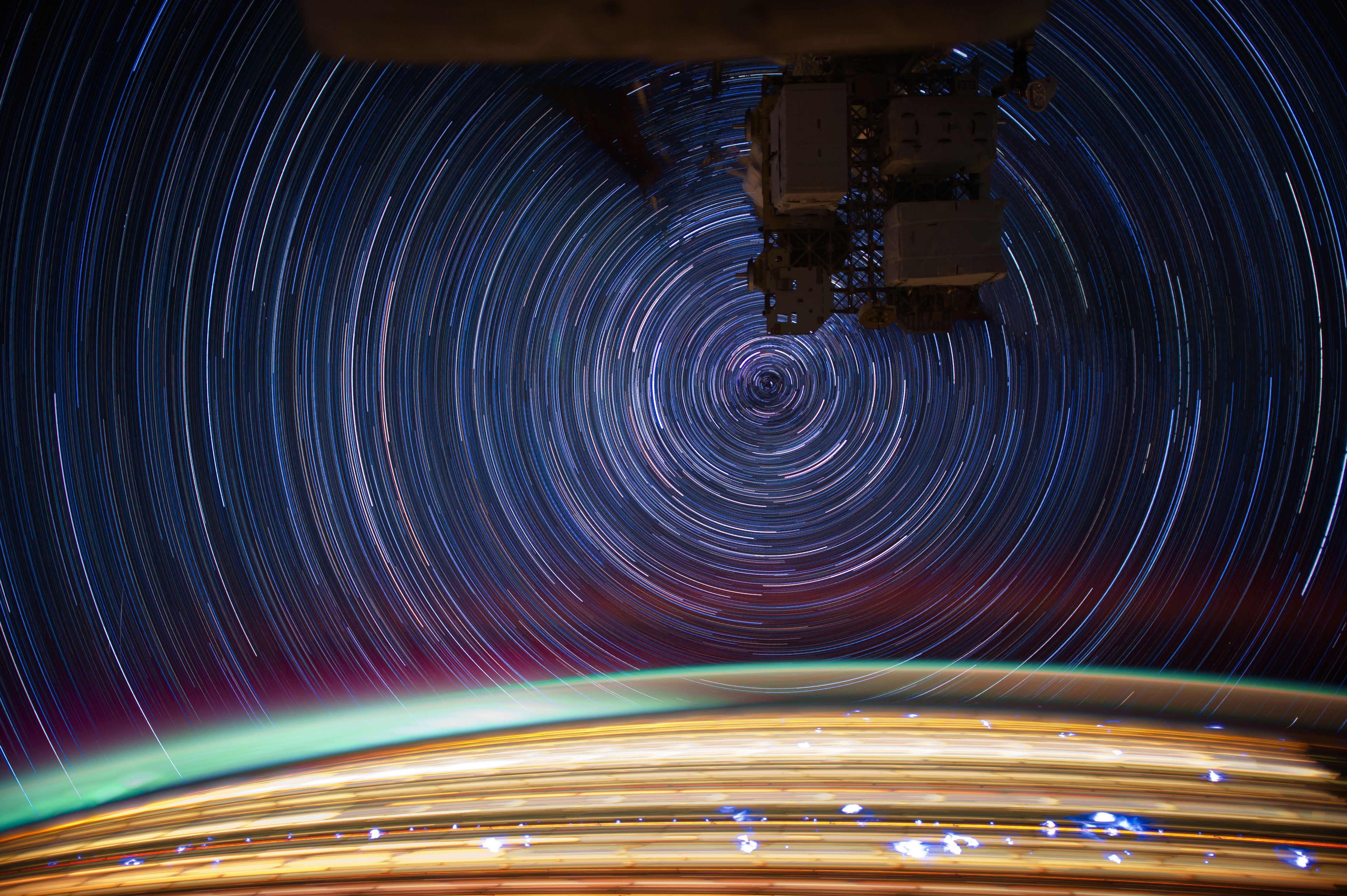
Зоряний слід. Знімок виконаний із Міжнародної Космічної Станції, із земної орбіти
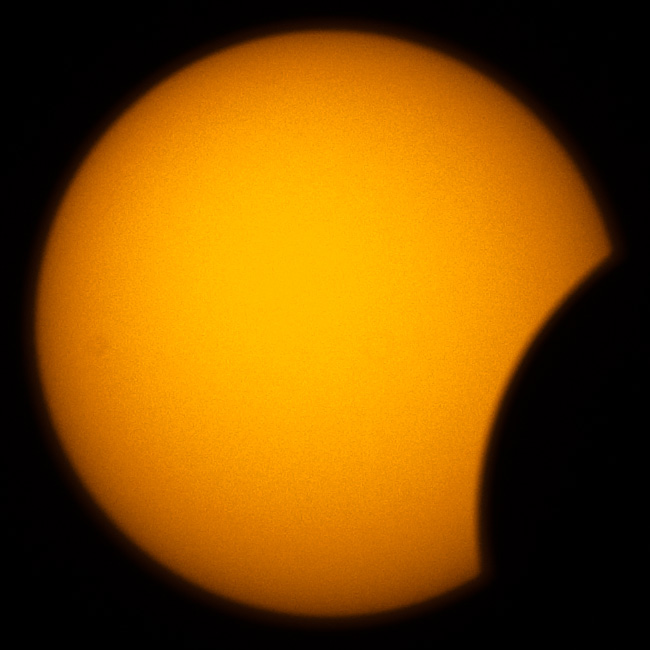
Зображення сонячного затемнення, виконане цифровою SLR-камерою із об’єктивом 500 мм та штативним фіксуванням
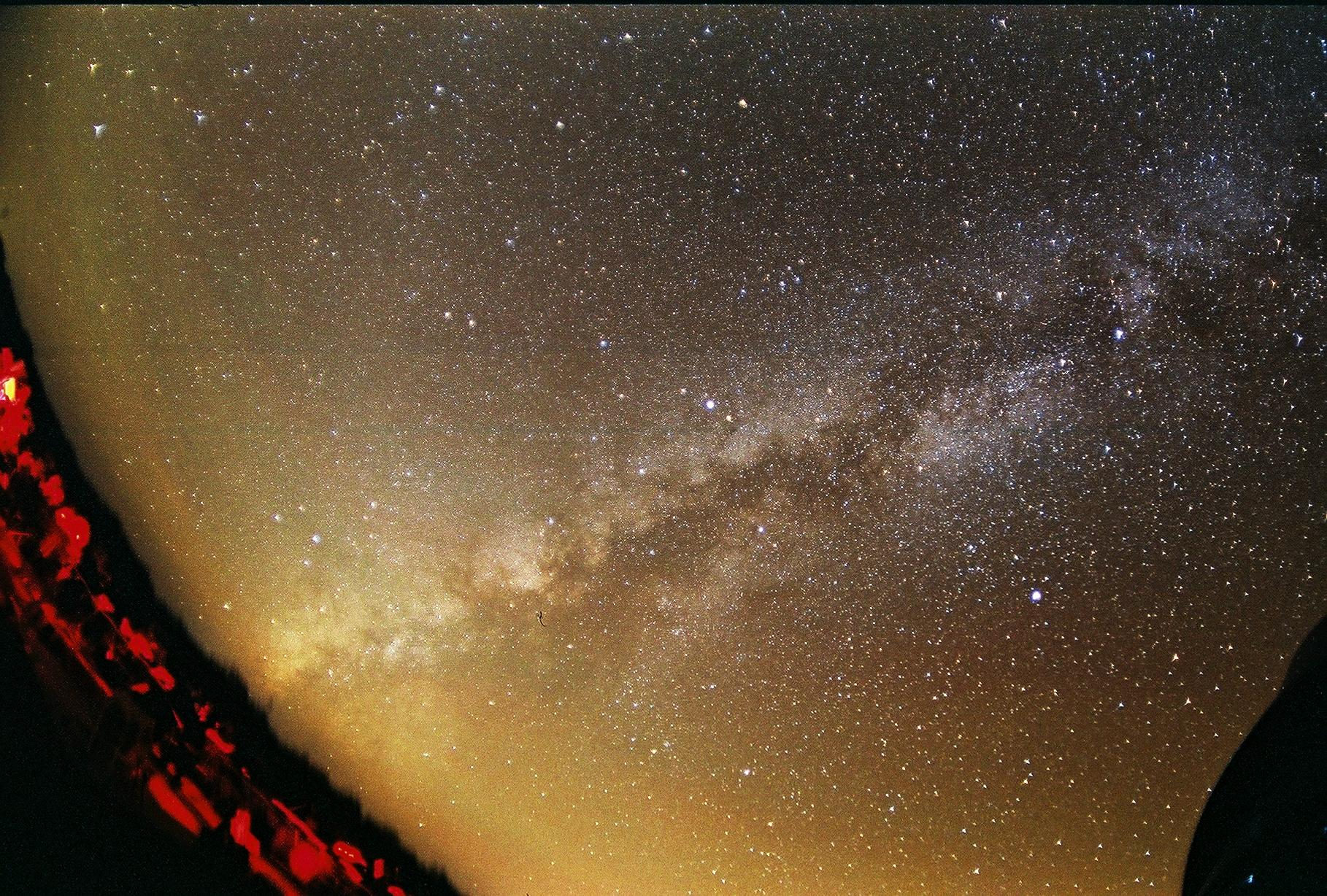
Хвилинна експозиція, з використанням плівки з чутливістю ISO 800, ширококутним об’єктивом та наспинним кріпленням до екваторіального телескопа
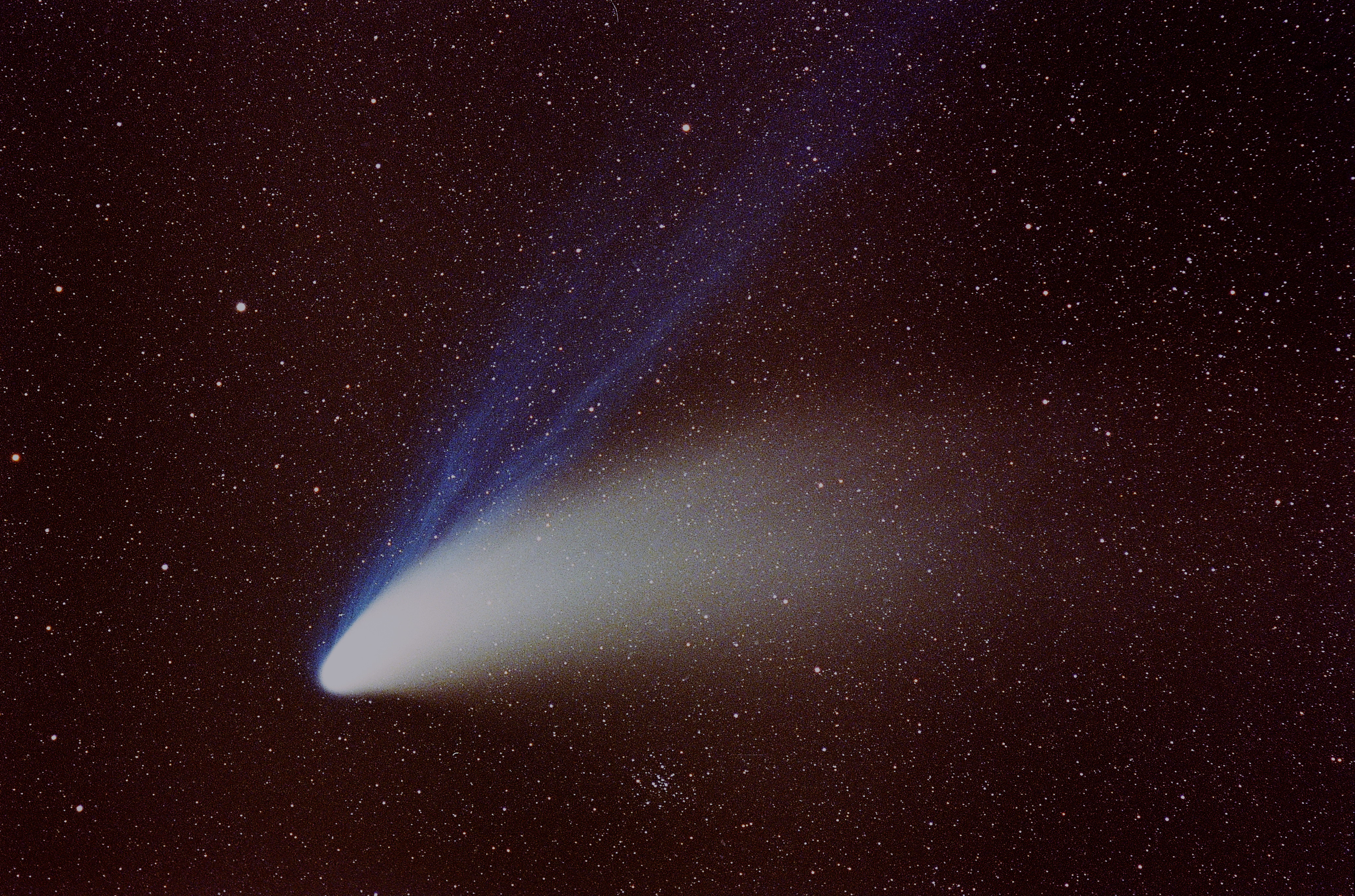
Комета Гейла—Боппа, камера із об’єктивом 300мм, наспинне телескопне кріплення
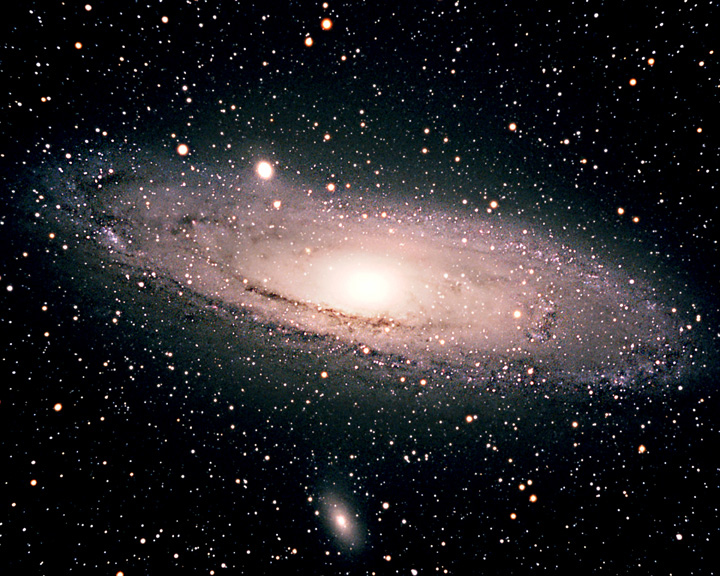
Плівковий знімок галактики Андромеди із використанням первинного фокусу 8-дюймового (200мм) телескопа Шмідта-Ньютона, f/4
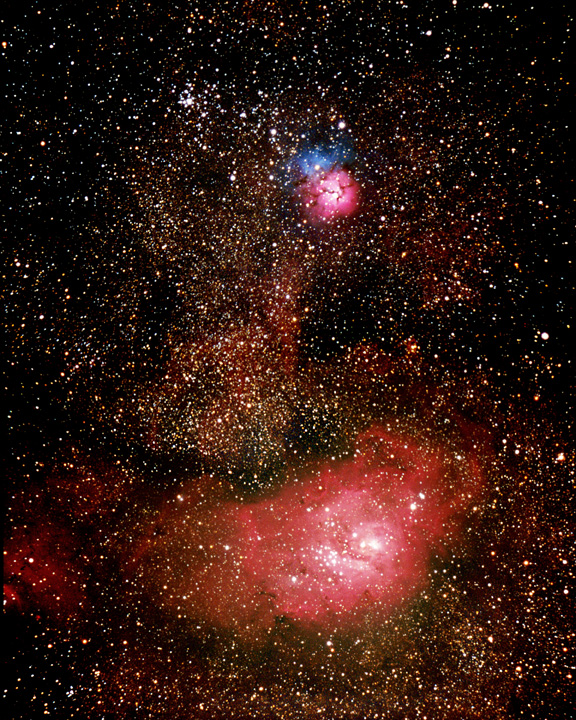
Туманності Лагуна та Потрійна, монтаж двох 30-хвилинних плівкових знімків, виконаних методом первинного фокусу телескопу 8" Шмідта-Ньютона. Під час витримки використовувалось ручне наведення телескопа за допомогою 80мм / 910мм навідного рефрактора.
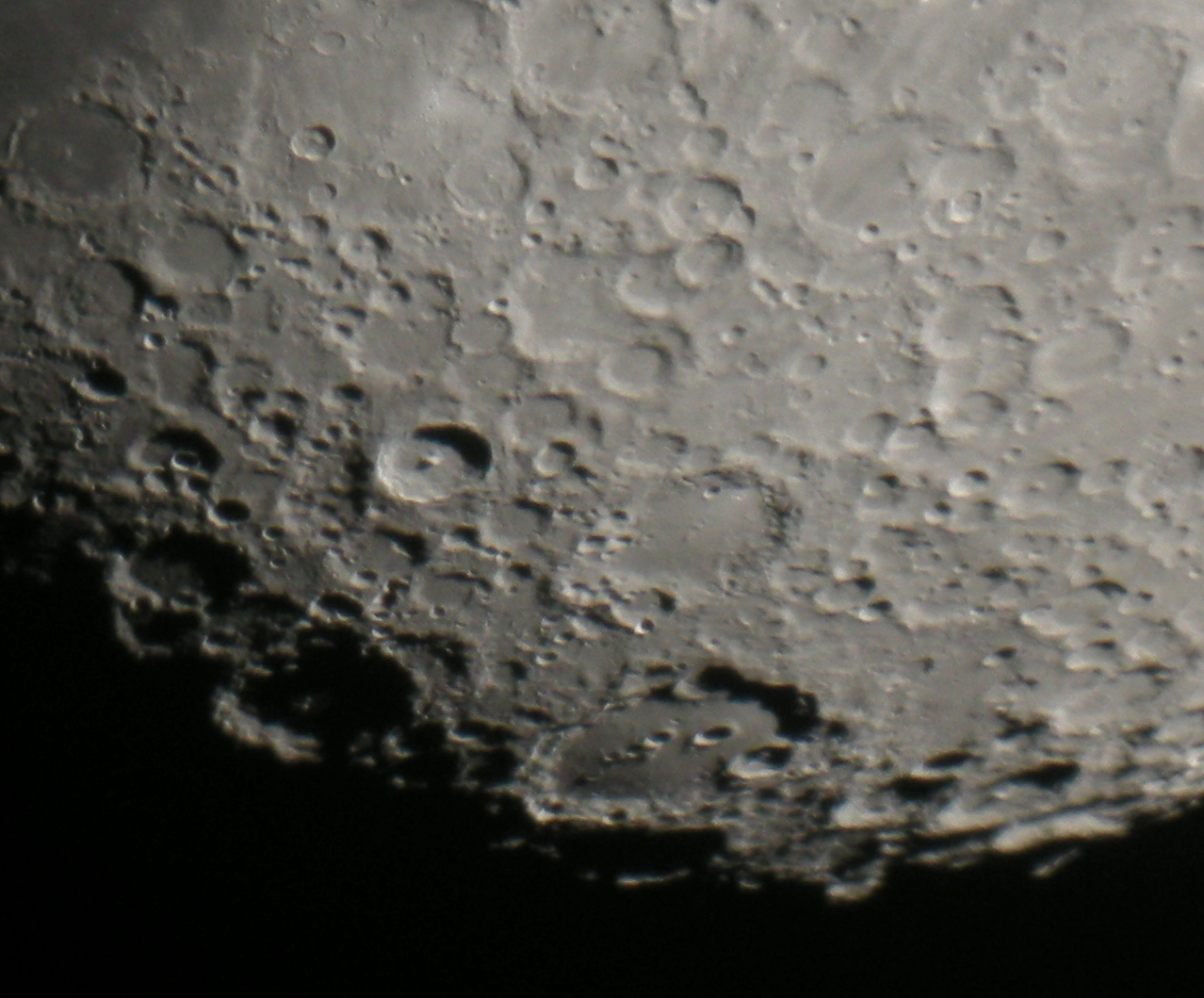
Знімок місяця, виконаний цифровою фотокамерою Nikon Coolpix P5000 із застосуванням методу афокальної проєкції, крізь 8-дюймовий телескоп Шмідта — Кассегрена
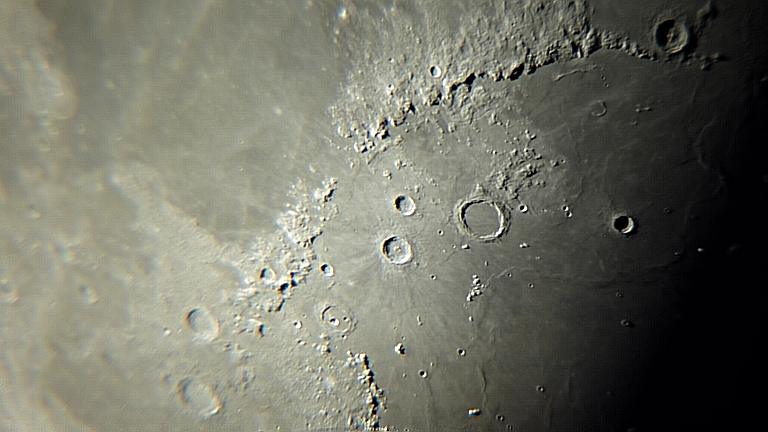
Знімок місяця, виконаний із застосуванням афокального методу. 10 секунд відео були розбиті на кадри, які потім з’єднали методом накладання шарів для утворення кінцевого зображення.
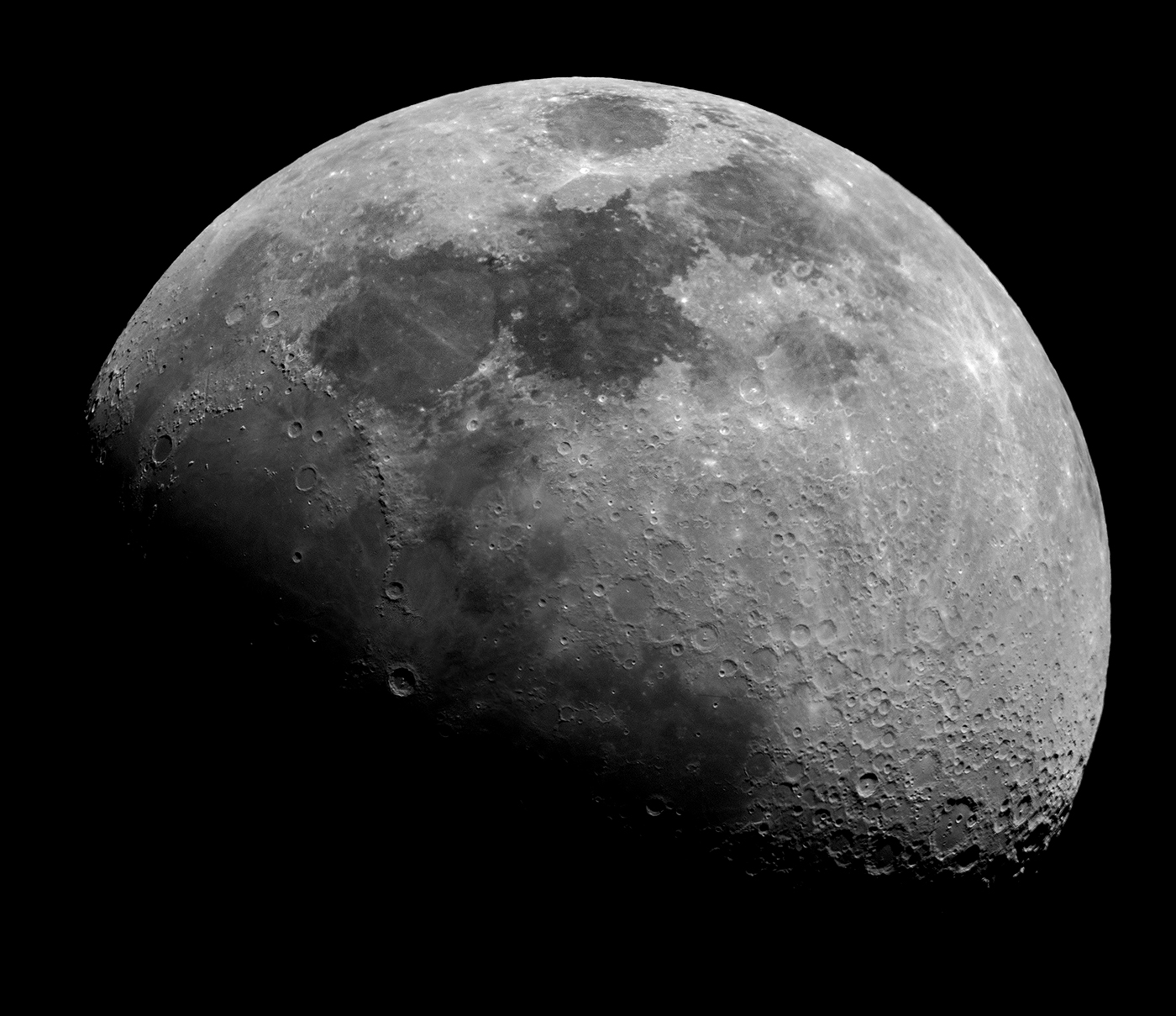
Композиція із кількох фотознімків, зроблених цифровою SLR, об’єднаних у редакторі Photoshop. Знімки були зроблені через окулярну проєкцію із телескопа Шмідта — Кассегрена (8")
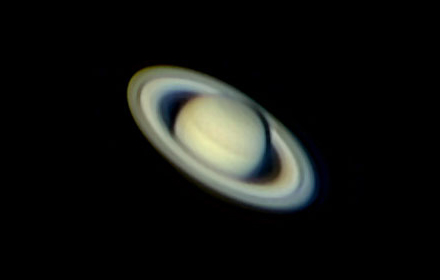
Фотознімок Сатурна, виконаний із застосуванням розсіювальної проєкції (лінза Барлоу), за допомогою вебкамери Philips Tou Webcam, приєднаної до 200мм телескопу Ньютона. Це зображення - скомпоноване із 10% вибраних, найкращих знімків із 1200. Опрацьоване було у безкоштовному графічному редакторі (Giotto)
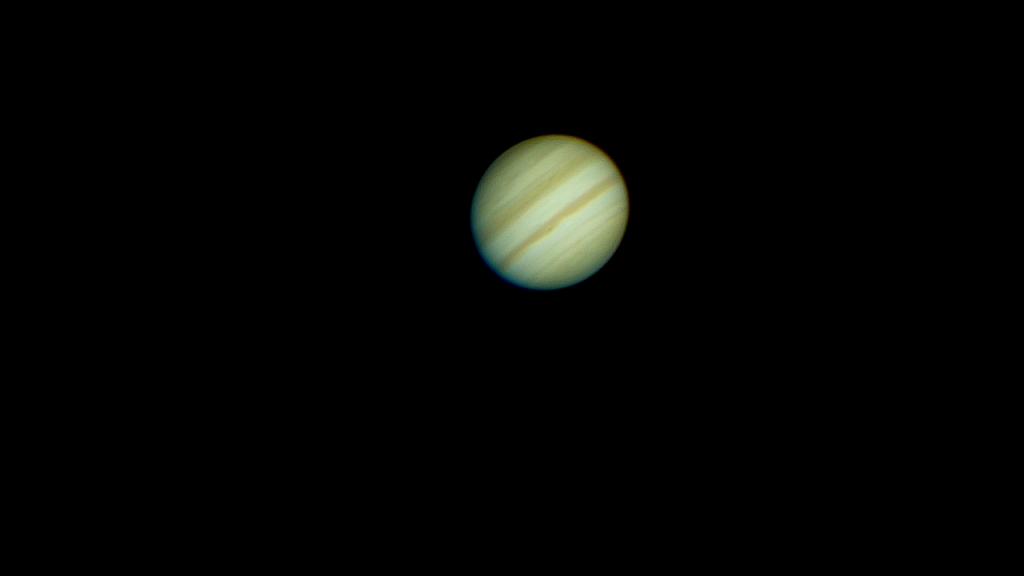
Юпітер, знятий за допомогою афокального методу, із використанням 10 секунд відео, розбитих на кадри, які були сполучені для отримання кінцевого зображення.
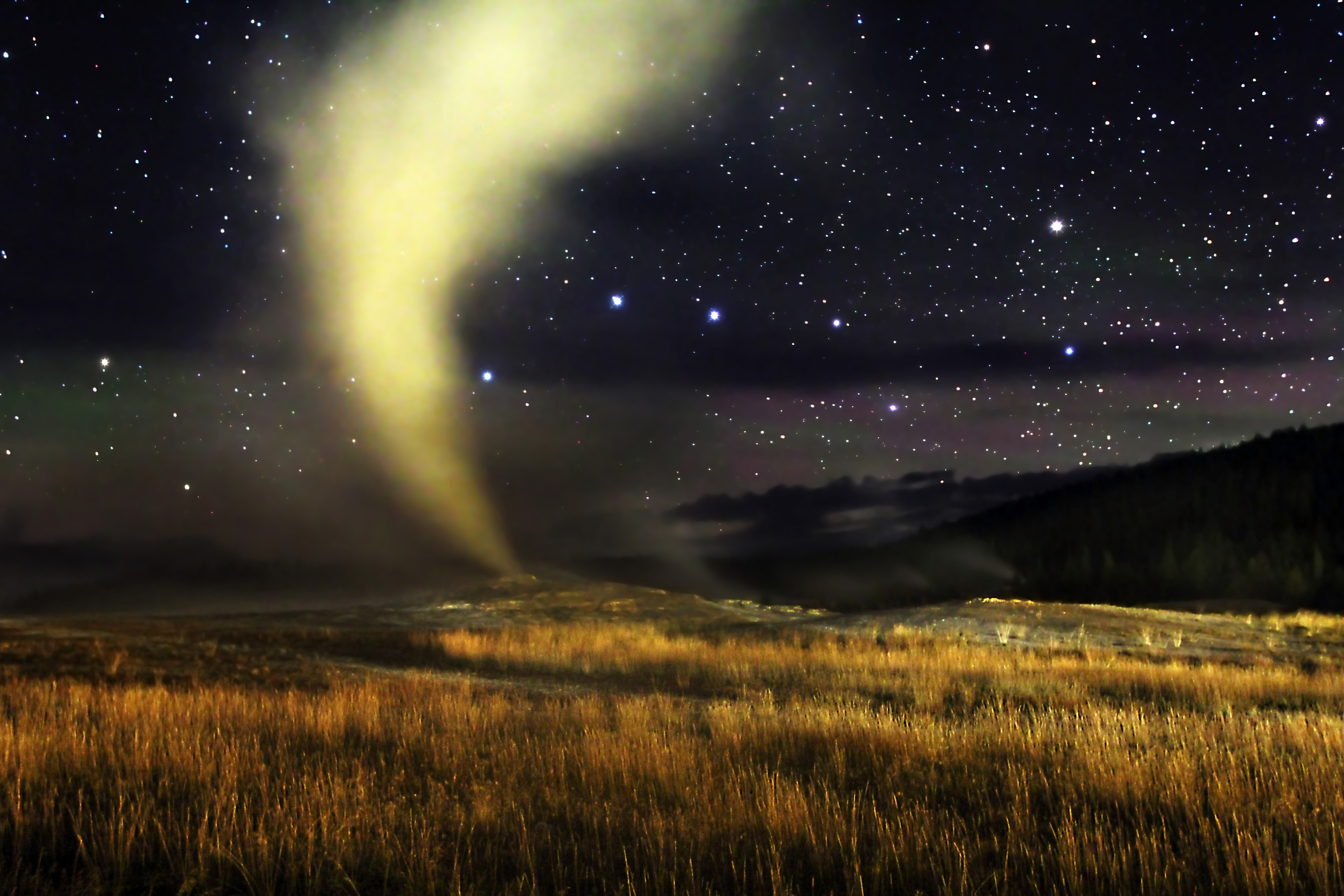
Гейзер Старий Служака в Єллоустонському парку і Сузір'я Великої Ведмедиці. Знімок виконаний цифровою фотокамерою Canon 60Da з чутливістю ISO 4000, експозиція 30 секунд.